# Juma mecset (Khíva)
A Juma mecset (üzbégül: Juma masjid) (Pénteki mecset) Khíva egyik muzulmán imahelye, amelynek különlegességét a tetejét tartó, belső terét felosztó több mint kétszáz faragott faoszlop adja.

## Története
A mecset a történelmi óvárosban, az Itchan Kalában található. Egyes arab források szerint a 10. században épült, de a ma látható építményt a 18. században, a bejáraton látható évszám szerint 1778-1782 között emelték. Adományozója egy magas rangú hivatalnok, Abdurakhman Mukhtar volt. A mecset kívülről nem tér el az átlagos imahelyektől, belül azonban 213 faragott faoszlop található, melyek a mennyezetet tartják. Ezeket az oszlopokat a 18-19. század során készítették a mesterek. Némelyeket régi középkori épületekből helyeztek át a mecsetbe, a legrégebbiek a 10. századból származnak. Az oszlopok formája, mérete és faragása eltérő. A mecset minaretje 32,5 méter magas, tetejére 81 különböző méretű lépcsőn lehet feljutni. Alapjának átmérője 6,2 méter.

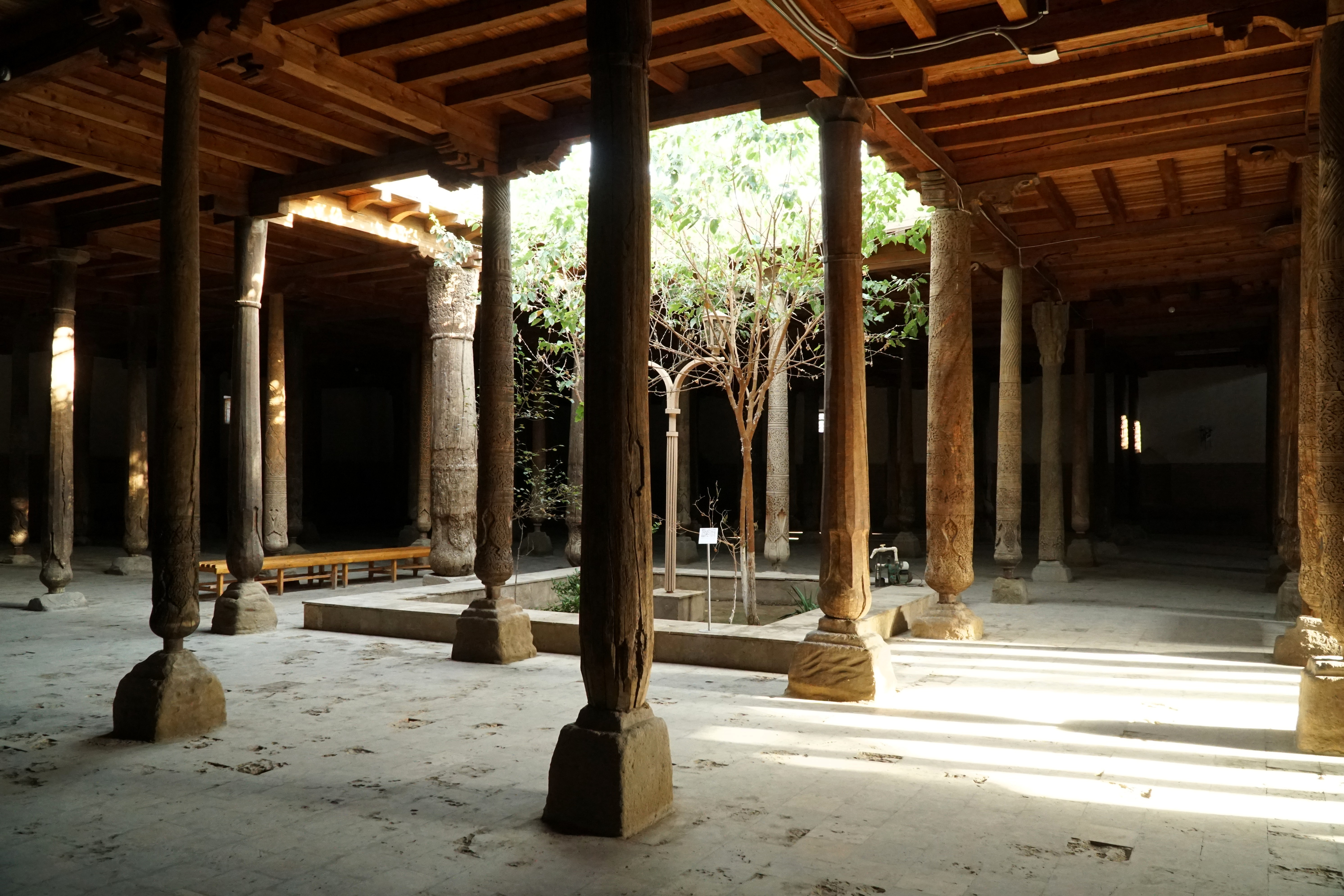
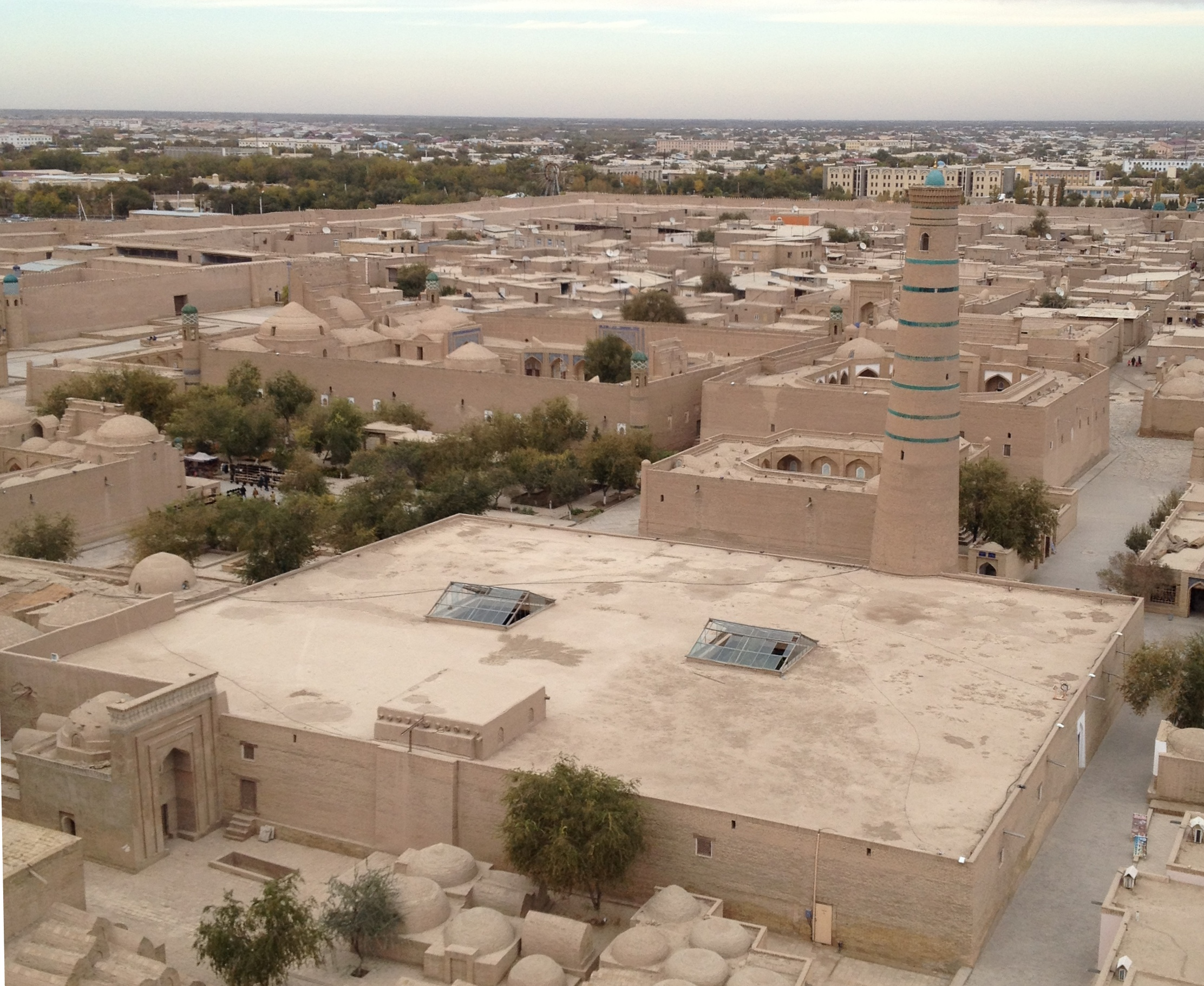
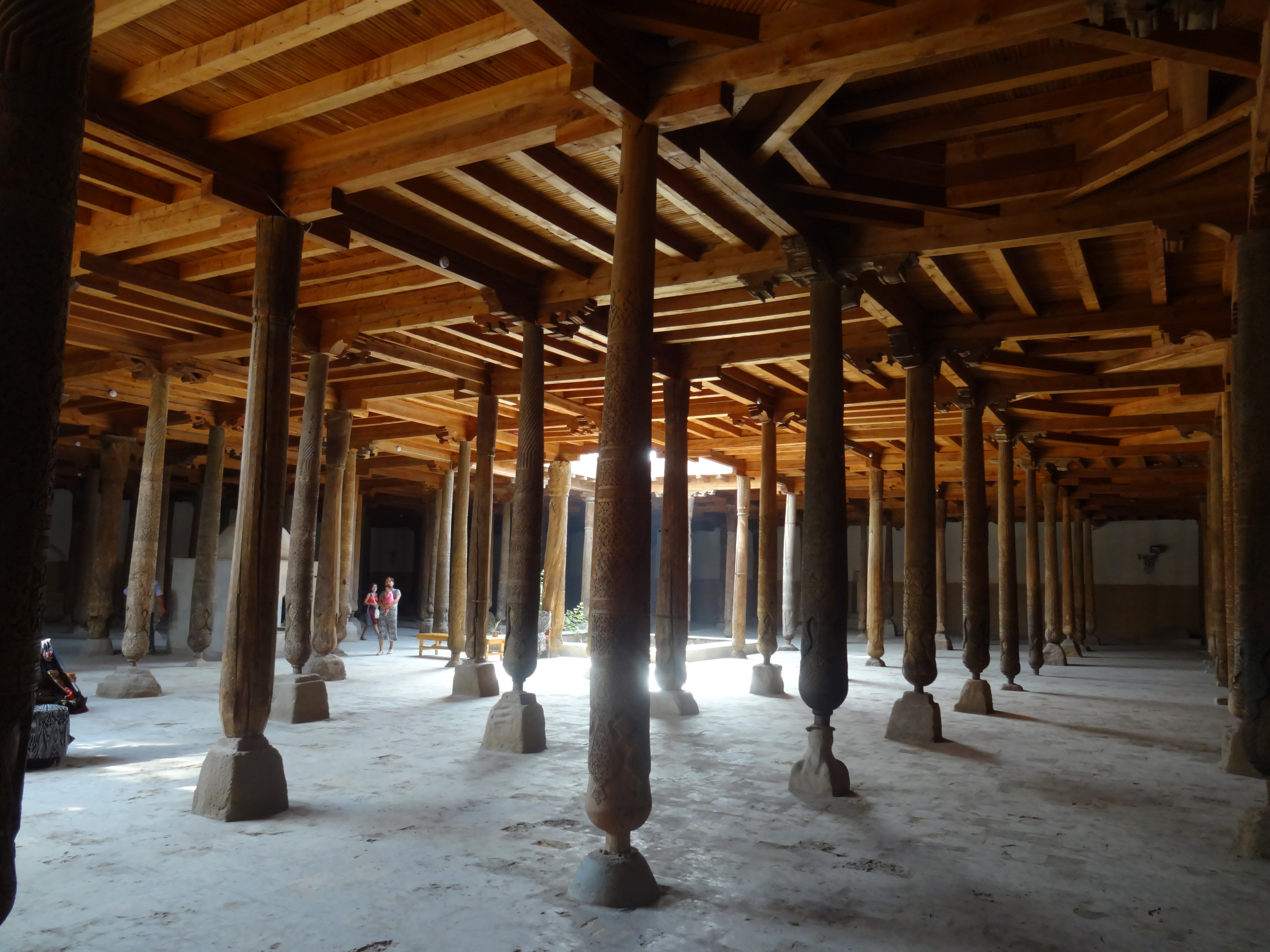